# شبکه سیستم اطلاعات دفاعی
شبکه اطلاعاتی دفاع (Defense Information System Network یا DISN) شبکه ارتباطات سازمانی وزارت دفاع ایالات متحده آمریکا است که به مدت ۴۰ سال خدمات داده، ویدئو و صوتی را ارائه می‌دهد.
زیرساخت DISN شامل سه بخش اصلی است:
۱. پایگاه پایدار: شامل پایگاه، پست، اردوگاه یا ایستگاه و شبکه‌های سازمانی خدمات. زیرساخت فرماندهی، کنترل، ارتباطات، کامپیوترها و اطلاعات (C4I) با شبکه حمل و نقل طولانی برای حمایت از جنگجویان مستقر ارتباط برقرار می‌کند. این بخش عمدتاً به عهده خدمات فردی است.
۲. زیرساخت حمل و نقل طولانی: شامل سیستم‌ها و خدمات ارتباطی بین محیط‌های ثابت و جنگجویان مستقر در نیروهای وظیفه مشترک (JTF) و/یا نیروهای وظیفه ائتلافی (CTF). این بخش عمدتاً به عهده آژانس سیستم‌های اطلاعات دفاعی (DISA) است.
۳. جنگجویان مستقر، کاربران موبایل و زیرساخت‌های ارتباطات فرماندهان رزمی مرتبط: پشتیبانی از نیروهای وظیفه مشترک (JTF) و/یا نیروهای وظیفه ائتلافی (CTF). این زیرساخت‌ها عمدتاً به عهده خدمات فردی است.
خدمات شبکه‌ای DISN شامل موارد زیر است:
- سیستم تحویل محتوا جهانی (GCDS)
- خدمات داده
```
- خدمات داده حساس اما غیرمحرمانه (NIPRNet)
```

```
- خدمات داده محرمانه (SIPRNet)
```

```
- چندپخشی (Multicast)
```

```
- پیام‌رسانی سازمانی (Organizational Messaging)
```

خدمات پیام‌رسانی سازمانی به جامعه مشتری که شامل خدمات نظامی، آژانس‌های DoD، فرماندهی‌های رزمی (CCMDs)، فعالیت‌های دولتی غیر DoD و جامعه اطلاعاتی (IC) است، خدمات مطمئن ارائه می‌دهد. این خدمات شامل تبادل اطلاعات رسمی بین سازمان‌های نظامی و پشتیبانی از قابلیت همکاری با کشورهای هم‌پیمان، فعالیت‌های غیر DoD و IC است. پیام‌رسانی سازمانی از تحویل امن پیام‌های سازمانی در چارچوب پارامترهای دقیق خدمات پشتیبانی می‌کند. این شامل زمان تحویل کمتر از سه دقیقه برای پیام‌های با اولویت بالا (فلاش و بالاتر) در زیرساخت ارائه شده توسط DISA است. محرمانگی و یکپارچگی اطلاعات از طریق استفاده از رمزگذاری و امضای مبتنی بر Fortezza تأیید شده توسط NSA بین سیستم‌های مدیریت پیام خودکار (AMHSs) که توسط خدمات/آژانس‌ها/COCOMها اجرا و نگهداری می‌شوند، تضمین می‌شود.
خدمات ماهواره‌ای شامل:
- ماهواره تجاری (COMSATCOM)
- سیستم ارتباطات تاکتیکی توزیع شده (DTCS)
- ماهواره بین‌المللی دریایی (INMARSAT)
- مودم پروتکل اینترنت مشترک (JIPM)
حمل و نقل:
- **خدمات اختصاصی** یک سرویس حمل و نقل خط اختصاصی است که اتصال نقطه به نقطه به مکان‌های شریک مأموریت را فراهم می‌کند. شرکای مأموریت DISA به دلیل سادگی و امنیت ذاتی، به مدارهای اختصاصی نقطه به نقطه لایه ۱ و لایه ۲ نیاز دارند. برای پاسخگویی به این تقاضا، خدمات اختصاصی در حال حاضر ارائه می‌شوند و در انواع نرخ‌های بیت و رابط‌ها در دسترس هستند.
صدا:
- صدا با امنیت چند سطحی (DRSN)
- صدا غیرمحرمانه (VoIP و DSN)
- صدا TS/SCI (JWICS)
- صدا از طریق IP امن (VoSIP)
- صدا طبقه‌بندی شده سازمانی از طریق پروتکل اینترنت (ECVoIP)
- صدا سازمانی از طریق پروتکل اینترنت (EVoIP)
هسته فنی DISN توسط قابلیت‌هایی که توسط DISA بین سال‌های ۲۰۰۲ تا ۲۰۰۶ با نام شبکه جهانی اطلاعات - گسترش پهنای باند (GIG-BE) ساخته شده است، ارائه می‌شود. این برنامه با بودجه ۸۷۷ میلیون دلاری بزرگ‌ترین ساختار حمل و نقل فناوری اطلاعات DoD بود و محیطی با پهنای باند موجود ایجاد کرد تا امنیت ملی، اطلاعات، نظارت، شناسایی، اطمینان از اطلاعات و فرماندهی و کنترل در مکان‌های سراسر جهان را بهبود بخشد. پس از ادغام گسترده اجزا و آزمایش‌های عملیاتی، پیاده‌سازی در اوایل سال ۲۰۰۴ آغاز شد و تا سال ۲۰۰۵ ادامه یافت. GIG-BE در ۲۰ دسامبر ۲۰۰۵ به بهره‌برداری کامل در تقریباً ۱۰۰ سایت تأیید شده توسط ستاد مشترک دست یافت.

## انتها به انتها
طبق تعریف در سیاست‌ها و مسئولیت‌های شبکه سیستم اطلاعات دفاعی (DISN) در سند CJCSI 6211.02C مورخ ۹ جولای ۲۰۰۸، End-to-End به معنای ترکیب اجزای لازم برای ارائه یک قابلیت مشخص است. برای شبکه جهانی اطلاعات (GIG)، این تعریف شامل اجزایی از دستگاه‌های دسترسی و نمایش کاربر و سنسورها تا سطوح مختلف شبکه‌سازی و پردازش، برنامه‌های مرتبط و خدمات حمل و نقل و مدیریت مرتبط می‌شود. برای خدمات DISN, End-to-End شامل ارتباط بین کاربران خدمات از کاربر به کاربر دیگر است (مثلاً کامپیوتر به کامپیوتر، تلفن به تلفن).

## همجنین ببینید
- شبکه داده دفاعی
- SIPRNet
- NIPRNet